# Gilbert Mullie
Gilbert Aristide Joseph Mullie, né le 26 mai 1876 à Dottignies et décédé le 24 août 1962 à Woluwe-Saint-Lambert fut un homme politique catholique belge.
Mullie fut docteur vétérinaire (Université catholique de Louvain, 1900).

## Carrière
- 1901-1902: assistant à l'École royale de médecine vétérinaire de Cureghem;
- 1904: inspecteur-vétérinaire au Ministère de l'Agriculture;
- 1908-1914: actif dans des institutions financières - conseiller du baron Empain en Égypte, entre autres pour la création d' Héliopolis; Gilbert MULLIE during his work for Baron Empain in Héliopolis
- 1914-1919: volontaire de guerre

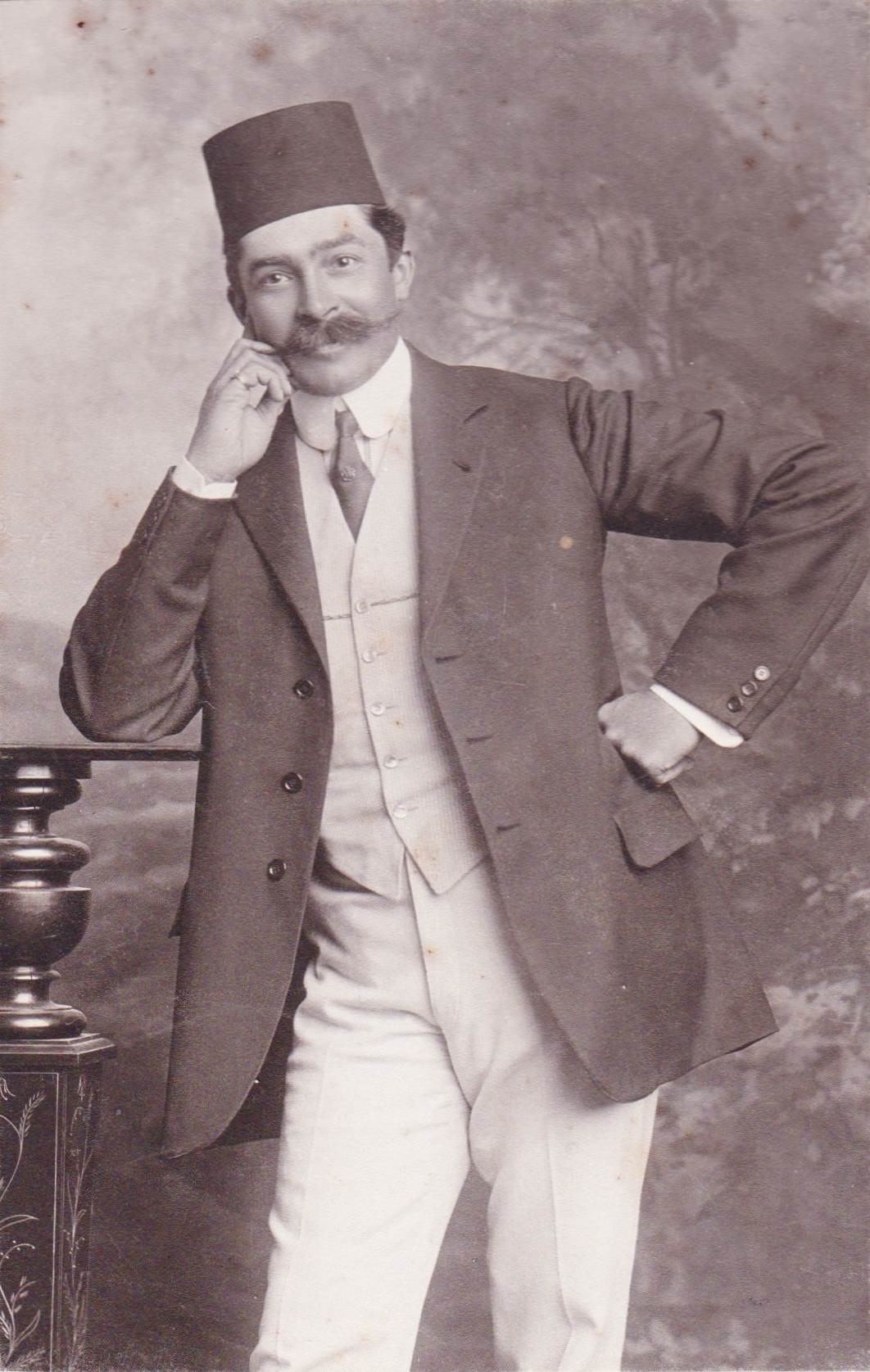
Gilbert MULLIE during his work for Baron Empain in Héliopolis

- 1919-1925 : directeur du service de Récuperation en Allemagne;
- 1925-1958: élu senateur de l'arrondissement de Courtrai-Ypres;
  - 1935-1939: secrétaire
  - 1939-1958: vice-président
- 1928- : membre du conseil général du Boerenbond;
  - 1936-1961: président
- 1934: membre de l'AG de l'Union catholique;
- 1946-1952: conseiller communal de Woluwe-Saint-Pierre
- 1958-1962: sénateur coopté;

## Décorations
Il fut décoré de la Croix de Fer (14-18), de la Grand-croix de l'ordre de la Couronne, Croix de Guerre 1940-45, Grand-croix de l'ordre de Léopold II, Commandeur avec plaque de l'ordre de Saint-Grégoire-le-Grand.

## Généalogie
- Il fut fils de Aimé Mullie, agriculteur et Cyrée Glorieux;
- Il épousa en 1928 Marie Braffort, 1 fils Serge Mullie époux Yolaine Empain.

## Sources
- Bio sur ODIS